# Epidendrum dendrobioides
Epidendrum dendrobioides é uma espécie de planta que floresce no Caribe e América do Sul.